# Endecaporus seclusus
Endecaporus seclusus är en mångfotingart som beskrevs av Broelemann 1920. Endecaporus seclusus ingår i släktet Endecaporus och familjen Gomphodesmidae. Inga underarter finns listade i Catalogue of Life.